# UFC Fight Night: Lopes vs. Silva
UFC Fight Night: Lopes vs. Silva (também conhecido como UFC Fight Night 259 e Noche UFC 3) é um futuro evento de artes marciais mistas produzido pelo Ultimate Fighting Championship que está programado para acontecer em 13 de setembro de 2025, no Frost Bank Center em San Antonio, Texas, Estados Unidos.

## Contexto
O evento marcará a quarta visita da promoção a San Antonio e a primeira desde o UFC on ESPN: Vera vs. Sandhagen em março de 2023.
Será também o terceiro evento anual "Noche UFC" comemorando o Dia da Independência do México, seguindo o UFC Fight Night: Grasso vs. Shevchenko 2 de setembro de 2023 e o UFC 306 de setembro de 2024. O card era originalmente esperado para ocorrer em Guadalajara, México, e servir como UFC 320, mas foi movido para San Antonio (e alterado para um evento Fight Night) devido à paralisação da construção da Arena Guadalajara.
Uma luta no peso-pena entre o ex-desafiante ao cinturão peso-pena do UFC Diego Lopes e Jean Silva está agendada para ser a luta principal deste evento.

## Lutas Anunciadas
- Peso Leve: Jared Gordon vs. Rafa García[7]
- Peso Galo: Rob Font vs. Raul Rosas Jr.[8]
- Peso Mosca: Édgar Cháirez vs. Alessandro Costa[9]
- Peso Galo Feminino: Raquel Pennington vs. Norma Dumont[10]
- Peso Galo Feminino: Alice Pereira vs. Montserrat Rendon[11]
- Peso Mosca: Jesús Santos Aguilar vs. Luis Gurule[12]
- Peso Leve: Joaquim Silva vs Claudio Puelles[13]
- Peso Médio: Duško Todorović vs. José Medina[14]